# Die Comancheros
Die Comancheros (Originaltitel: The Comancheros) ist ein US-amerikanischer Western des Regisseurs Michael Curtiz aus dem Jahre 1961 nach dem gleichnamigen Roman von Paul I. Wellman. Es war der letzte Film von Michael Curtiz.

## Handlung
1843 in Texas. Der Texas Ranger Jake Cutter verhaftet den unter Mordverdacht stehenden Spieler Paul Regret. Auf dem Weg zur Ranger-Station kann Regret flüchten. Cutter gerät in einen Konflikt mit den Comancheros, skrupellosen weißen Outlaws, die den Indianern Waffen und Alkohol liefern. Sie arbeiten für einen Banditen, der mithilfe der Indianer ein Imperium in Texas aufbauen will. Cutter trifft Regret wieder, und die beiden werden bei einem Kartenspiel Partner. Verkleidet schmuggeln sie sich in das Lager der Comancheros und jagen deren Munition in die Luft. Zusammen mit den heraneilenden Texas Rangers besiegen sie die Banditen.

## Synchronisation
Die Synchronfassung entstand 1961 in Berlin.
| Darsteller       | Rolle                    | Synchronsprecher      |
| ---------------- | ------------------------ | --------------------- |
| John Wayne       | Ranger Capt. Jake Cutter | Curt Ackermann        |
| Stuart Whitman   | Paul Regret              | Michael Chevalier     |
| Ina Balin        | Pilar Graile             | Eva Katharina Schultz |
| Nehemiah Persoff | Graile                   | Klaus Miedel          |
| Lee Marvin       | Tully Crow               | Klaus W. Krause       |
| Michael Ansara   | Amelung                  | Heinz Petruo          |
| Patrick Wayne    | Tobe                     | Thomas Eckelmann      |
| Bruce Cabot      | Major Henry              | Paul Wagner           |
| Joan O’Brien     | Melinda Marshall         | Inge Landgut          |
| Jack Elam        | Horseface                | n.n                   |
| Henry Daniell    | Gireaux                  | Siegfried Schürenberg |
| Edgar Buchanan   | Richter Taddeus Breen    | Eduard Wandrey        |
| Aissa Wayne      | Bessie                   | n.n                   |
| Guinn Williams   | Ed McBain                | Benno Hoffmann        |

## Hintergrund
Regieveteran Michael Curtiz war bei den Dreharbeiten einige Monate vor seinem Tod bereits schwer an Krebs erkrankt. Daher übernahm John Wayne an einigen Tagen, an denen Curtiz zu krank war, den Regiestuhl. Er lehnte es aber ab, für seine Regiearbeit im Vorspann erwähnt zu werden.
Der Kinostart des Films in der Bundesrepublik Deutschland war am 22. Dezember 1961, die Fernseh-Erstausstrahlung am 25. Oktober 1975 in der ARD.

## Anachronismen
Obwohl der Film 1843 spielt, bietet Jake Cutter als angeblicher Waffenhändler den Comancheros Henry-Gewehre an, die erst ab 1860 hergestellt wurden. Cutter und Regret schießen zudem selbst mit Winchester-Gewehren und Colt-Revolvern,  die in dieser Form erst ab 1866 beziehungsweise 1873 erhältlich waren. Der Anführer der Comancheros gibt an, ein ehemaliger Offizier der Südstaaten zu sein – die Armee der Konföderierten Staaten von Amerika existierte aber nicht vor dem Jahr 1861. Die Witwe Melinda Marshall schließlich erzählt, ihr Ehemann sei vor vier Jahren in der Schlacht von San Jacinto gefallen – die Schlacht war aber bereits 1836, also sieben Jahre vor der Handlung des Films.

## Kritik
- Das Lexikon des internationalen Films urteilte, Die Comancheros sei ein „Western mit dichter Atmosphäre und hervorragenden Landschaftsaufnahmen; spannend inszeniert, durchgehend mit Humor und Ironie gewürzt“.[2]

- Joe Hembus merkt an, der Film zeige Altmeister Curtiz nochmals in Hochform, Spaß und Spannung seien wie immer bei Curtiz identisch.[4]

- Hardy hebt die Leistung des Regisseurs der Action-Szenen Cliff Lyons hervor; die perfekten Stuntleistungen trügen zur „munteren Stimmung“ des Films bei.[5]

- Für Thomas Jeier war Die Comancheros ein „sehr actionreicher und vergnüglicher Film“.[6]